# Vasilij Chmelevskij
Vasilij Vladimirovič Chmelevskij (in russo Василий Владимирович Хмелевский?, in bielorusso Васіль Уладзіміравіч Хмялеўскі?, Vasil' Uladzimiravič Chmjaleŭcki; Hrodna, 14 gennaio 1948 – 2002) è stato un martellista sovietico.

## Biografia
All'apice della carriera ha vinto la medaglia di bronzo nel lancio del martello ai Giochi olimpici di Monaco di Baviera 1972.

## Palmarès
| Anno | Manifestazione  | Sede   | Evento              | Risultato | Prestazione | Note |
| ---- | --------------- | ------ | ------------------- | --------- | ----------- | ---- |
| 1972 | Giochi olimpici | Monaco | Lancio del martello | Bronzo    | 74,04 m     |      |